# Novoli
Nòvoli (Nòule in dialetto salentino) è un comune italiano di 7 463 abitanti della provincia di Lecce in Puglia.
Situato nel Salento, nella parte settentrionale della provincia di Lecce, nella Valle della Cupa, è quasi equidistante dal mare Ionio e dal mare Adriatico. Il comune è inserito nel parco del Negroamaro e comprende anche parte della frazione di Villa Convento, condivisa con la città capoluogo di provincia.

## Geografia fisica

### Territorio
Il territorio del comune di Novoli, che si estende su una superficie di 17,8 km², è ai piedi del piccolo rilievo di Monte d'Oro sito a nord e rientra nella Valle della Cupa, una vasta depressione carsica che si estende intorno al capoluogo salentino e caratterizzata da terreni fertili e abbondanza di acqua facilmente reperibile grazie alla falda poco profonda. Si riscontra a nord un terreno calcareo, mentre a sud il terreno è prevalentemente argilloso. L'agro novolese è quasi complessivamente coltivato a oliveti e vigneti con i quali si producono eccellenti vini, primo fra tutti il Negroamaro.
Il territorio comunale confina a nord con i comuni di Campi Salentina e Trepuzzi, a est con il comune di Lecce, a sud con i comuni di Arnesano e Carmiano, a ovest con il comune di Veglie.
- Classificazione sismica: zona 4 (sismicità molto bassa), Ordinanza PCM n. 3274 del 20/03/2003

### Clima
| Novoli                     | Mesi | Mesi | Mesi | Mesi | Mesi | Mesi | Mesi | Mesi | Mesi | Mesi | Mesi | Mesi | Stagioni | Stagioni | Stagioni | Stagioni | Anno |
| Novoli                     | Gen  | Feb  | Mar  | Apr  | Mag  | Giu  | Lug  | Ago  | Set  | Ott  | Nov  | Dic  | Inv      | Pri      | Est      | Aut      | Anno |
| -------------------------- | ---- | ---- | ---- | ---- | ---- | ---- | ---- | ---- | ---- | ---- | ---- | ---- | -------- | -------- | -------- | -------- | ---- |
| T. max. media (°C)         | 14,8 | 17,2 | 19,3 | 24,8 | 28,9 | 35,1 | 37,7 | 38,0 | 34,9 | 32,0 | 23,2 | 15,8 | 15,9     | 24,3     | 36,9     | 30,0     | 26,8 |
| T. min. media (°C)         | 6,6  | 9,1  | 12,8 | 18,7 | 22,8 | 25,5 | 26,3 | 26,9 | 25,7 | 18,8 | 9,9  | 6,4  | 7,4      | 18,1     | 26,2     | 18,1     | 17,5 |
| Precipitazioni (mm)        | 80   | 60   | 70   | 40   | 29   | 21   | 14   | 21   | 53   | 96   | 109  | 83   | 223      | 139      | 56       | 258      | 676  |
| Umidità relativa media (%) | 79,0 | 78,9 | 78,6 | 77,8 | 75,7 | 71,1 | 68,4 | 70,2 | 75,4 | 79,3 | 80,8 | 80,4 | 79,4     | 77,4     | 69,9     | 78,5     | 76,3 |

- Classificazione climatica di Novoli:[5]
  - Zona climatica: C
  - Gradi giorno: 1091

## Storia
Secondo il filologo Gerhard Rohlfs l'etimologia del nome deriverebbe dal latino Novulum-Novale (campo da arare). Pare che questo nome venisse usato da paesani e forestieri visto che il nome esatto del feudo era Santa Maria de Novis.
Non sono ancora chiare neanche le origini. Il villaggio sarebbe sorto intorno a tre antichissime chiese (San Salvatore, San Giovanni e Santa Maria Madre di Dio) grazie agli abitanti del casale di Porziano che si trasferirono da una zona paludosa poco distante, e diedero al paese il nome di Santa Maria Nove. Le testimonianze più antiche della presenza dell'uomo sono quelle rinvenute nelle grotte di Cardamone (ossa fossili risalenti al Pleistocene superiore e selci scheggiate neolitiche) e in contrada Pietragrossa (menhir dell'età del bronzo). Al periodo magno-greco risalgono due tombe del VI secolo a.C. con relativo corredo. Tracce dell'epoca bizantina sono i resti dell'affresco presente nella chiesa dell'Immacolata che rappresenta la Madonna in trono con il Bambino con accanto la scritta in greco "Madre di Dio" databile al XV secolo.
Dal 1520 in comproprietà e poi dal 1532 in proprietà esclusiva il feudo passò sotto la casata dei Mattei e conobbe un periodo di splendore. La famiglia fece edificare il palazzo baronale e numerose chiese, fra le quali la chiesa di Sant'Andrea Apostolo, la chiesa di Sant'Antonio abate e la chiesa di San Salvatore con una caratteristica forma ottagonale. Successivamente, dopo i Mattei, il feudo passò sotto il controllo dei Carignani fino al 1806 con l'abolizione della feudalità.

### Simboli
Lo stemma e il gonfalone di Novoli sono stati concessi con decreto del presidente della Repubblica dell'8 maggio 1992.
Descrizione araldica dello stemma:
(D.P.R. 8 maggio 1992)
Fino all'Unità d'Italia lo stemma aveva un soggetto completamente diverso: la Madonna di Costantinopoli con Gesù Bambino in grembo. La devozione mariana spiegherebbe anche l'origine del nome del paese, Santa Maria De Novis.
Il gonfalone è un drappo di bianco.

## Monumenti e luoghi d'interesse

### Architetture religiose

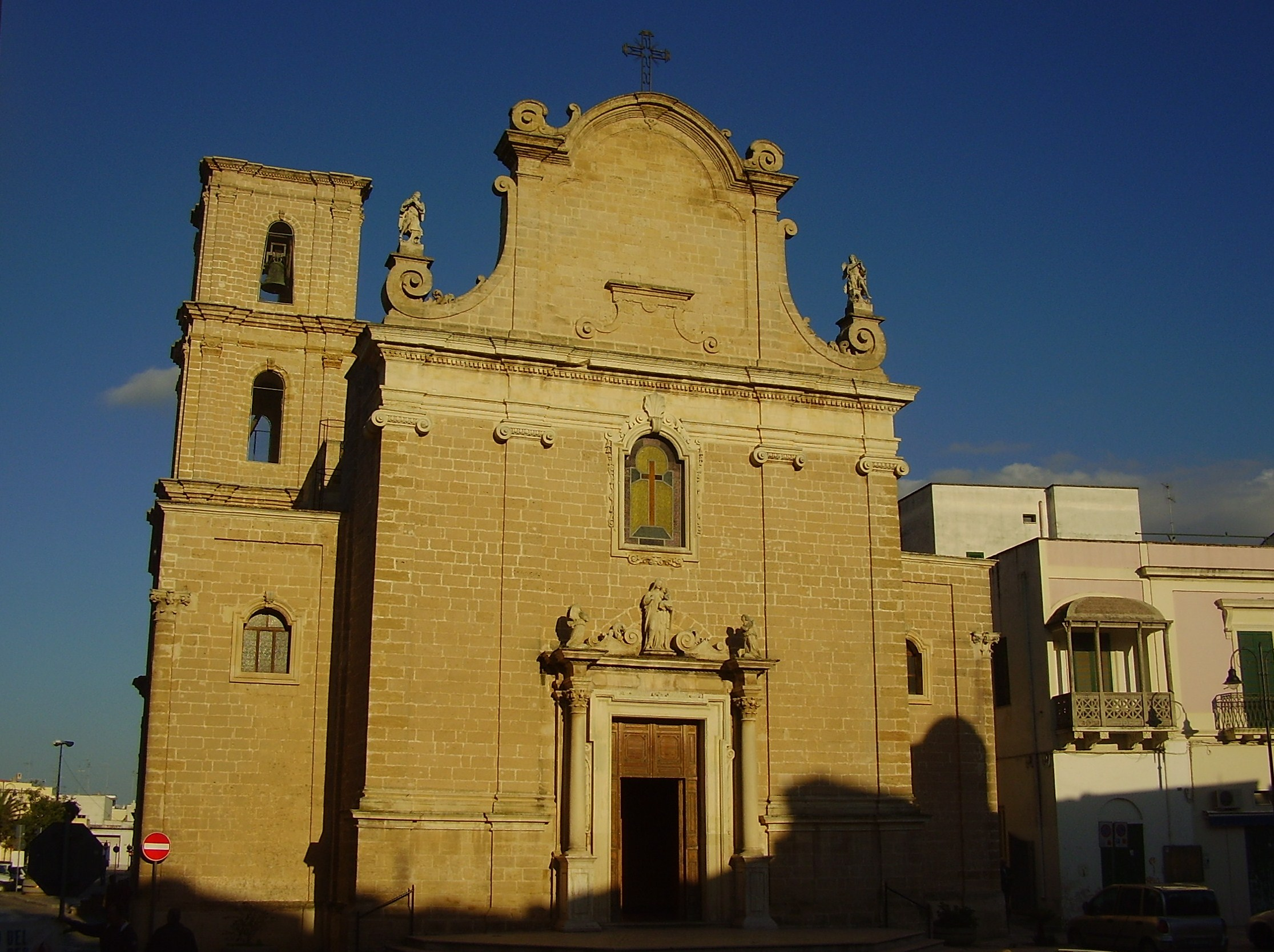
Chiesa di Sant'Andrea Apostolo

#### Chiesa madre di Sant'Andrea Apostolo
La chiesa madre di Sant'Andrea Apostolo fu eretta verso la metà del XVI secolo per trasferire la Parrocchia di S. Maria de Novis dall'antica chiesa della Mater Dei, divenuta troppo piccola. Presenta una facciata in carparo divisa in due ordini da una trabeazione. Gli ordini, raccordati da volute che sorreggono le statue di due angeli, sono caratterizzati da sobrie linee architettoniche; l'ordine inferiore, movimentato da quattro alte lesene con capitelli ionici, ospita un ampio portale barocco inquadrato da due colonne doriche e sormontato dalla statua della Madonna col Bambino. L'interno, a croce latina, accoglie pregevoli altari in pietra leccese e tele ad olio di diversi pittori salentini. In posizione arretrata rispetto alla facciata, si erge il campanile a pianta quadrata a tre piani costruito nel XVIII secolo.

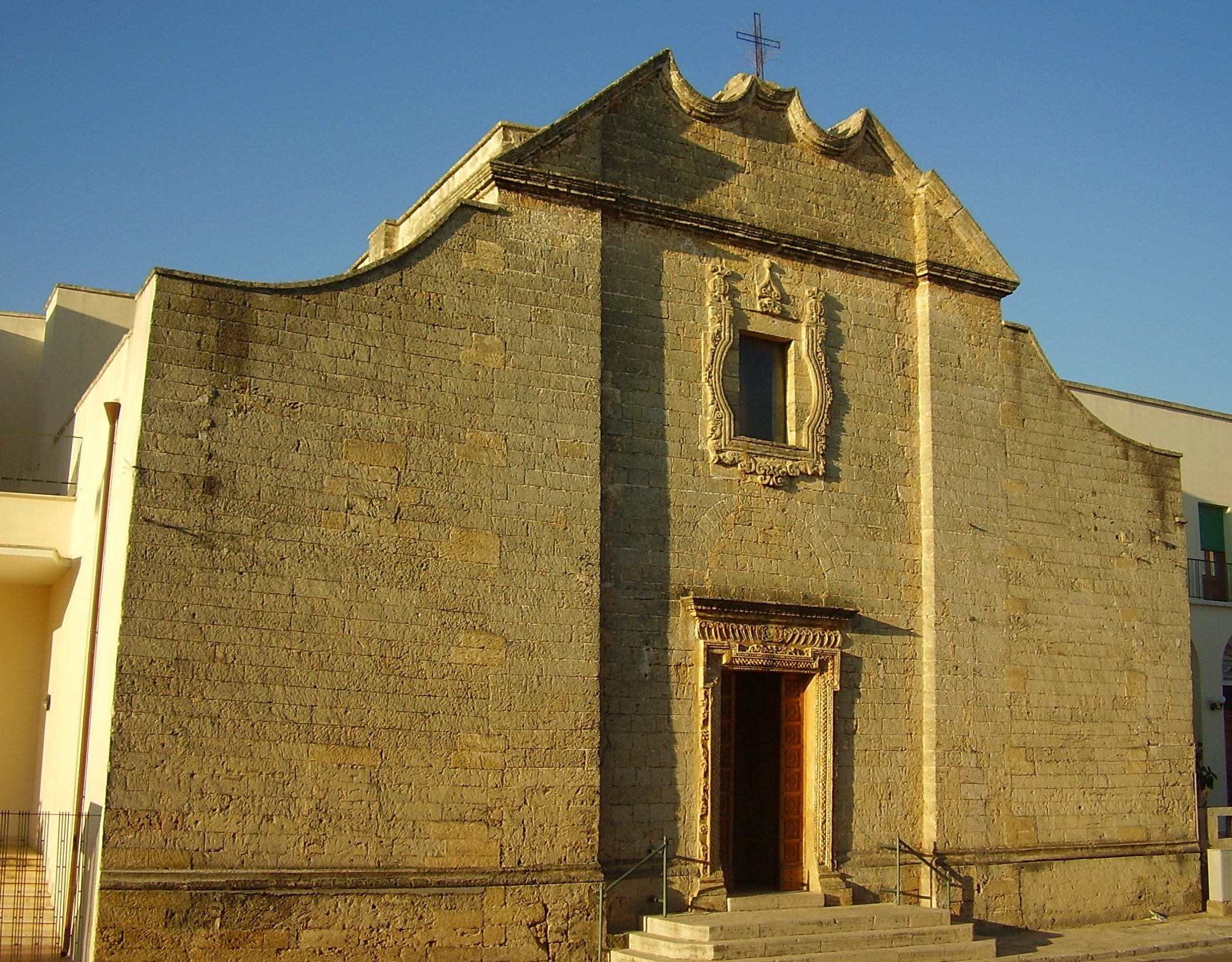
Chiesa Madonna del Pane

#### Chiesa della Madonna del Pane
La chiesa della Madonna del Pane risale agli inizi del XVII secolo e fu edificata per meglio conservare l'immagine bizantina della Madonna posizionata su un muretto. La chiesa, originariamente dedicata alla Madonna di Costantinopoli, presenta tre navate con volta a stella e custodisce l'antica immagine della Vergine sull'altare maggiore. Degli anni Trenta del Novecento è la statua della Madonna del Pane; il simulacro venne realizzato dal cartapestaio Luigi Guacci dopo che l'antica statua fu distrutta nel 1929 da un incendio. Il culto per la Madonna del Pane comparve per la prima volta nel Settecento, in seguito a un evento miracoloso, e si diffuse maggiormente nel corso dell'Ottocento culminando con l'intitolazione della chiesa nel 1853.

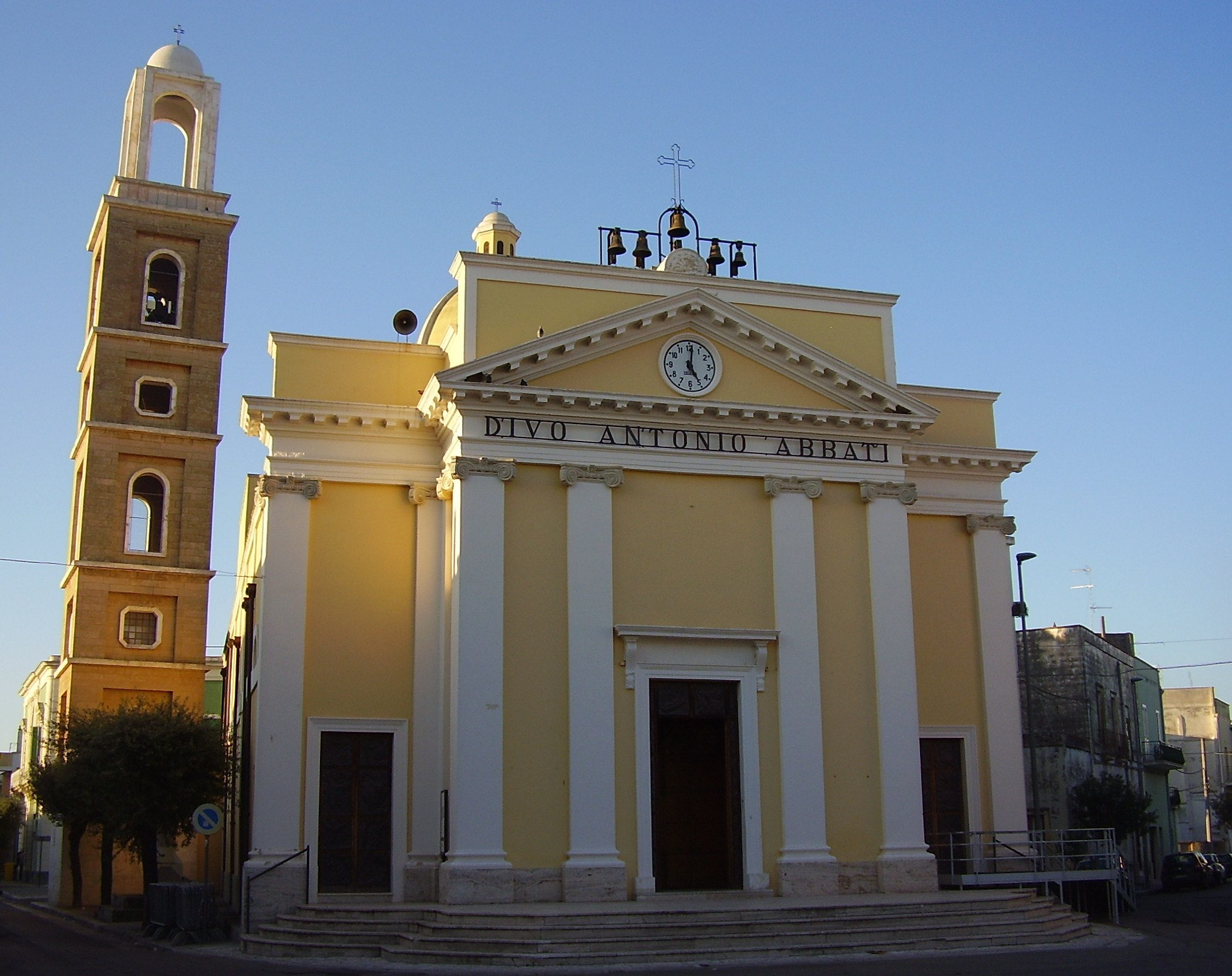
Chiesa Sant'Antonio Abate.

#### Chiesa di Sant'Antonio Abate
La chiesa di Sant'Antonio Abate, interamente realizzata in conci di calcarenite (tufo), risale alla prima metà del XVII secolo. L'edificio subì numerosi interventi di ampliamento e restauro; gli ultimi risalgono al 1885 e ne hanno determinato l'attuale fisionomia.
La facciata della chiesa, preceduta da una scalinata con annesso piazzale, presenta uno stile neoclassico scandito da quattro paraste con capitelli dorici sovrastate da un timpano triangolare nel mezzo del quale è presente un orologio. Sul lato sinistro, in posizione arretrata rispetto alla facciata, vi è un alto campanile che riprende le linee architettoniche del prospetto. L'interno, al quale si accede da un portale riparato da un piccolo tamburo in legno al di sopra del quale è posto l'organo e la cantoria, è costituito da una navata centrale e da due navate laterali con tre altari per parte. Gli altari, tutti in marmo, sono dedicati a San Luigi, alla Madonna di Pompei, al SS. Crocifisso (sul lato destro), ai Santi Medici, a Santa Lucia e alla Madonna Addolorata (sul lato sinistro). Le due navate si prolungano in due cappelle dedicate a Sant'Antonio Abate e al SS. Sacramento.
La navata centrale è illuminata da sei finestroni con vetri policromi martellati, sostenuti da telai in ferro. Sul transetto risponde una cupola circolare con otto finestroni nel tiburio e otto finestrini nella lanterna, che danno luce all'edificio si procura un foio.

#### Chiesa dell'Immacolata
La chiesa dell'Immacolata, già della Mater Dei, è la prima chiesa di Novoli e di conseguenza fu anche la prima sede parrocchiale. Presenta un semplice prospetto a capanna terminante con una croce. Il portale d'ingresso, inquadrato da una cornice con architrave, è sormontato da due mensole che sorreggono un piccolo rosone.
L'interno, ad unica navata con volta a crociera, è dotato di un'abside semicircolare separata dall'aula da una balaustra in marmo bicromo. L'abside, caratterizzata da due nicchie ospitanti due statue, accoglie l'importante affresco bizantineggiante della Vergine Odigitria rinvenuto nel 1865. L'immagine, databile ai primi decenni del XIV secolo, rappresenta la Madonna col Bambino con ai lati i monogrammi in lingua greca MP e OY ai lati del volto di Maria, e IC e XC a destra del Bambino. Resti di un altro affresco bizantino raffigurano la Vergine e un angelo e dovevano probabilmente raffigurare la scena dell'Annunciazione. Recenti studi hanno espresso una nuova teoria d'interpretazione, basata sullo studio delle figure dal punto di vista iconografico e teologico. Secondo tale teoria, sostenuta dallo storico locale Antonio Politi, l'affresco raffigurerebbe la "Madonna del Risorto" in dialetto locale "della Cutùra". La venerazione della Vergine sotto questo titolo, è comune ad altre località salentine dove era praticato il culto greco-bizantino. Sulle pareti del presbiterio sono distribuiti altri quattro affreschi datati 1618.
La chiesa era dotata di coemeterium sotterraneo, ossia di un sepolcro nel quale erano seppelliti i corpi di alcuni monaci.

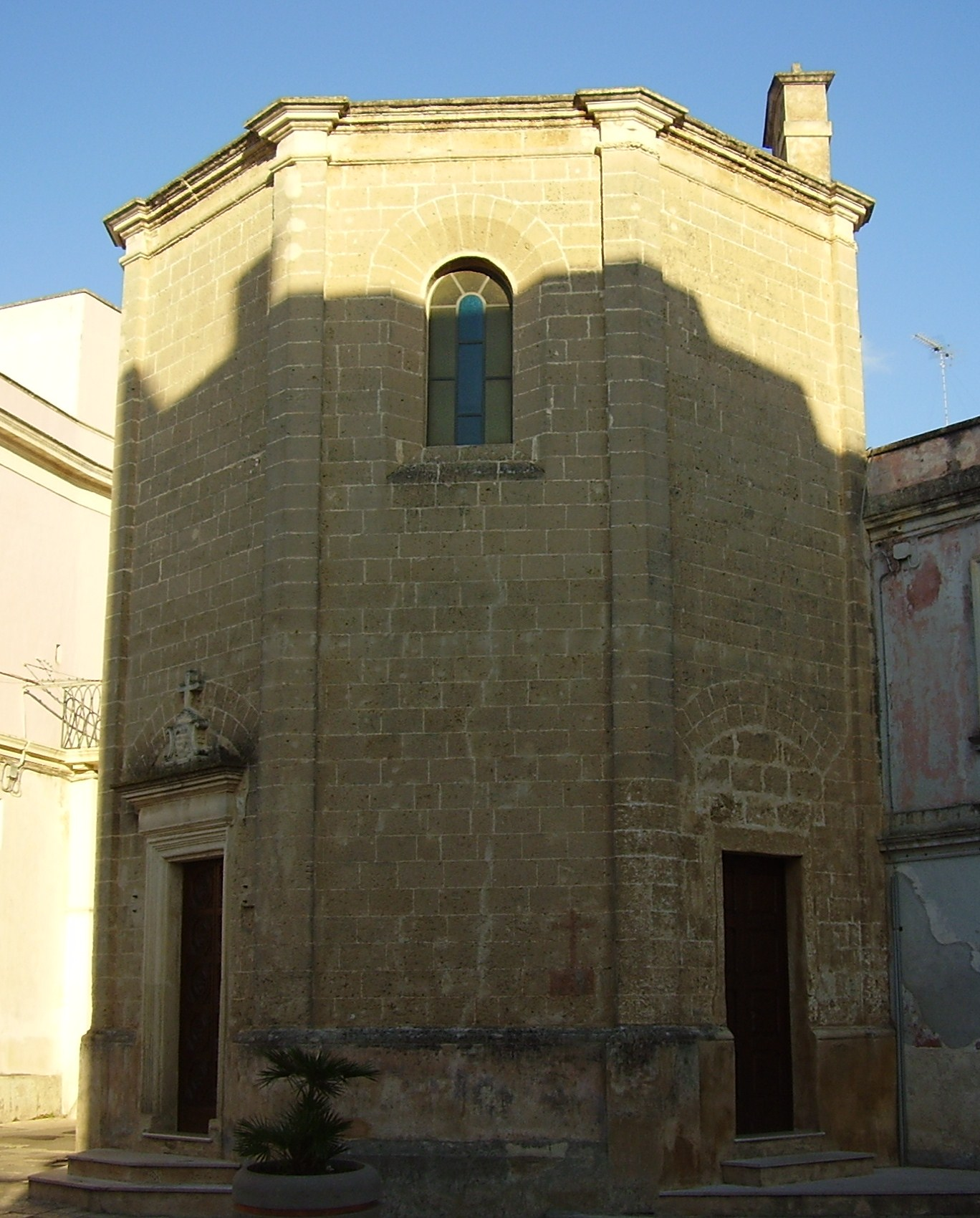
Chiesa di Sant'Oronzo.

#### Chiesa di San Salvatore
La chiesa di San Salvatore, venne edificata negli anni Trenta del XVI secolo per volere del gesuita Bernardino Realino su un'antica struttura bizantina dedicata alla Madonna Allattante, il cui affresco, scoperto nel 1999 da Elvino Politi dietro l'altare maggiore della chiesa, data la presenza di un primo insediamento cultuale all'inizio del X sec. Il tempio ha un'insolita pianta ottagonale; sul portale d'ingresso, sormontato da una croce, è presente la scritta latina "Hoc sacellum/Salvatori et Maria/Gratiarum [...]/Dicatum". L'interno, caratterizzato da una copertura con "volta a ombrello" che rimanda alla soluzione adottata nell'abside della Basilica di Santa Croce a Lecce, custodisce un elaborato altare lapideo del 1702, opera dello scultore leccese Giuseppe Cino. La caratteristica volta della chiesa fa ipotizzare che l'edificio venne realizzato dalla scuola dell'architetto-scultore leccese Gabriele Riccardi.

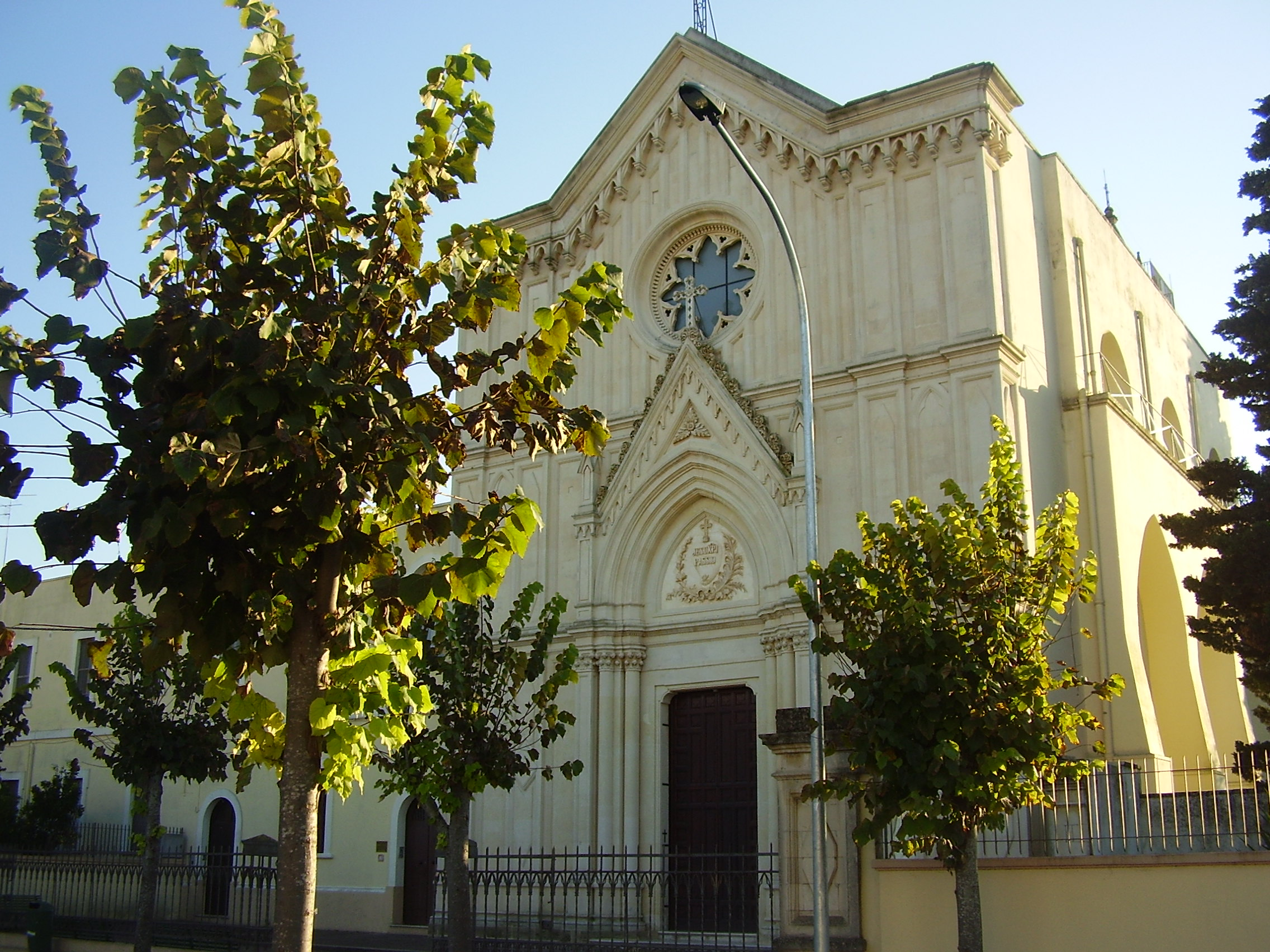
Chiesa dei Padri Passionisti

#### Chiesa e Convento dei Padri Passionisti
La chiesa e il Convento dei Padri Passionisti furono costruiti per ospitare la comunità passionista, voluta a Novoli dall'arciprete Oronzo De Matteis nella seconda metà del XIX secolo. La prima pietra per l'edificazione del convento fu posta nel dicembre del 1887 e alcuni anni dopo furono avviati i lavori per la costruzione della chiesa dedicata al "Cuore Immacolato di Maria". La chiesa presenta uno stile neogotico, particolarmente esaltato nella facciata dominata dal portale inquadrato da un protiro, dalle guglie e dal finestrone circolare ornato di membrature ed intrecci di archi polilobati.
L'interno è ad un'unica navata con tre arcate per lato ospitanti altari in marmo policromo. Ha subito numerosi interventi nel corso degli anni che ne hanno modificato l'aspetto, in particolare quello dell'abside.

#### Altre chiese
- Chiesa della Vergine del Buon Consiglio - 1842.
- Chiesa di San Biagio - ricostruita nel 1883 su una struttura del 1645.
- Chiesa di San Giuseppe già di Santo Stefano - ampliata nel 1885 su una struttura degli inizi del XVII secolo.
- Chiesa di San Vito - edificata nel 1660 per volontà di Francesco A. Mazzotta. L'altare maggiore conserva la tela raffigurante San Vito tra Sant'Eligio e San Francesco da Paola.
- Chiesa della Madonna di Fatima
- Chiesa di San Nicola - nell'omonima contrada sulla via per Veglie, è una delle più antiche paese.

### Architetture civili

#### Palazzo Baronale

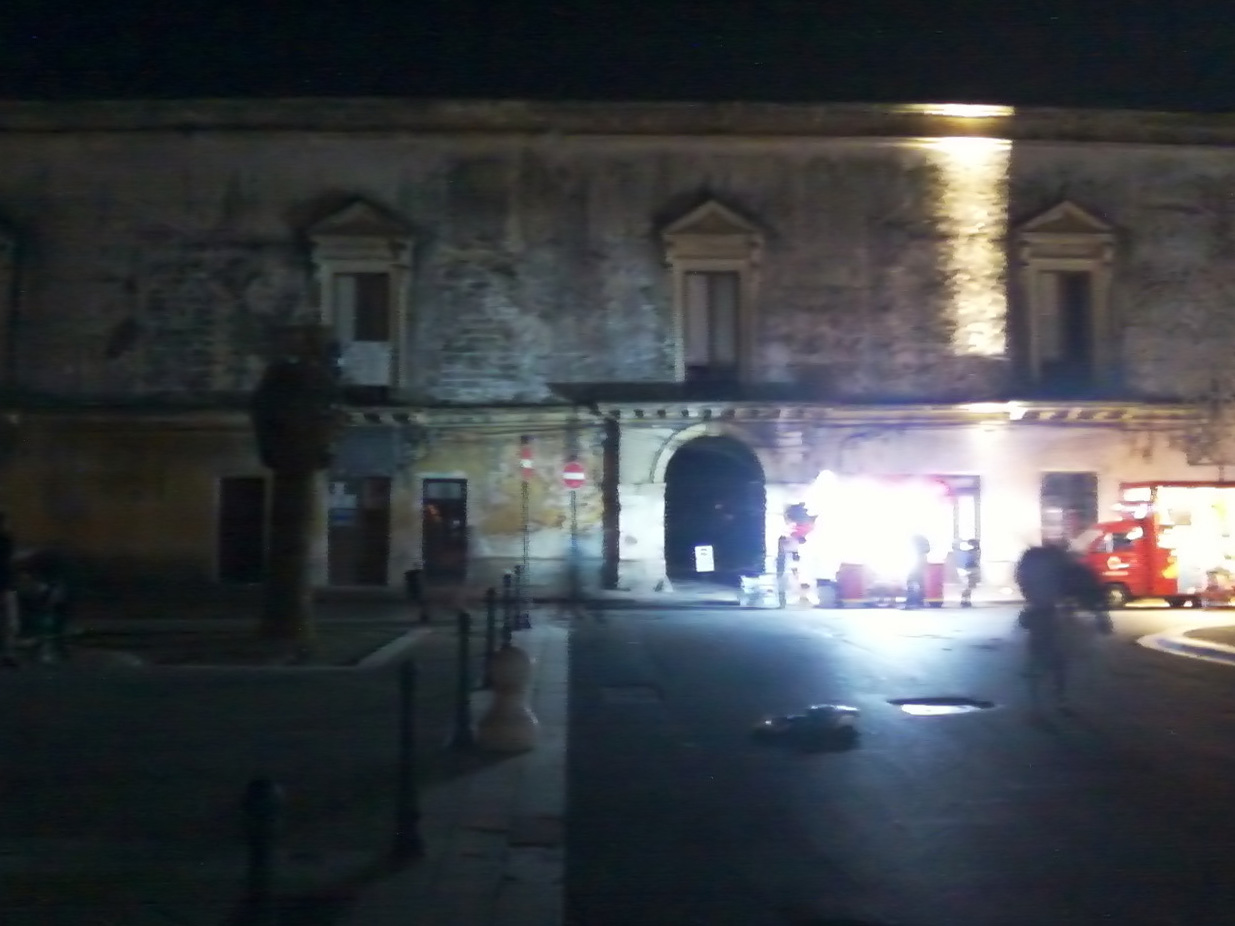
Palazzo Baronale

Edificato agli inizi del XVI secolo dai baroni Mattei, l'edificio divenne sede di una ricca biblioteca ad opera di Alessandro Mattei II, noto come "grande umanista e mecenate", il quale ospitò nel Palazzo Baronale il filosofo e medico di Leverano Girolamo Marciano, che si servì della Biblioteca del Conte ("ricchissima di tanti libri che non ha pari nella provincia") per completare la sua "Descrizione di Terra d'Otranto".
Verso la metà del Seicento il palazzo fu ampliato e modificato, mentre le ultime trasformazioni furono volute dall'ultimo dei discendenti del Casato Mattei (il pronipote Alessandro III) che fece costruire nel 1700 una passeggiata scoperta nel cortile e la fontana opera di Giuseppe Cino (tuttora visibile all'interno del palazzo, al piano superiore). All'interno del castello, infine, sono rimasti agli angoli di una sala, alcuni stemmi di famiglie che vi hanno soggiornato: Della Torre, Pepoli, Malvezzi. Il quarto è andato perduto.

#### Teatro comunale
Nella prima metà dell'Ottocento Novoli coltivò grande interesse e passione per il teatro; fu edificato così il Teatro Comunale (Novoli) che nacque come teatro popolare. L'edificio fu costruito a ridosso del palazzo baronale e fu inaugurato nel 1891 dalla compagnia Almirante. Finiti i lavori il teatro di Novoli rappresentava il primo ed unico esempio nel Salento di edificio ad emiciclo con ordini di due palchi in legno, un palcoscenico con 4 camerini per gli attori; inoltre aveva pareti e soffitto riccamente decorati da artisti del tempo. Negli anni settanta del secolo scorso per evitare che il teatro fosse raso al suolo per creare un parcheggio, secondo le intenzioni di alcuni degli allora amministratori locali, il sovrintendente onorario dei beni culturali, dottor Salvatore (Ugo) De Luca, richiese ed ottenne dalla Sovraintendenza dei Beni Culturali competente il vincolo della preziosa struttura.

### Siti archeologici

#### Menhir Pietragrossa
Secondo il Palumbo il menhir (65 x 34 cm) ha dato il nome alla contrada dove è collocato. Si eleva a 110 cm in altezza e presenta una superficie notevolmente corrosa. Un foro passante di 4 cm di diametro è visibile sul lato S.

### Altro
- Colonna dell'Osanna - Si tratta di una colonna votiva realizzata in marmo nel 1692.

## Società

### Evoluzione demografica
Abitanti censiti

### Etnie e minoranze straniere
Al 31 dicembre 2017 a Novoli risultano residenti 280 cittadini stranieri. Le nazionalità principali sono:

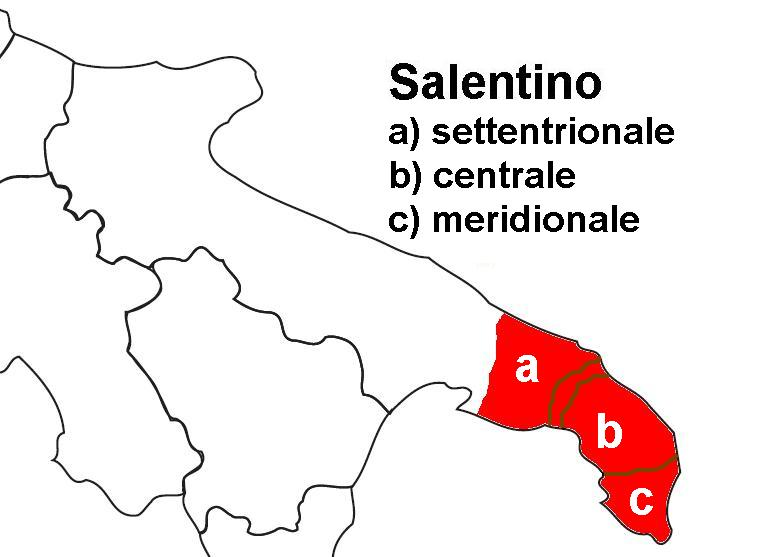
Diffusione del dialetto salentino

- Senegal - 110
- Romania - 25

### Lingue e dialetti
Il dialetto parlato a Novoli è il dialetto salentino nella sua variante centrale che corrisponde al dialetto leccese. Il dialetto salentino si presenta carico di influenze riconducibili alle dominazioni e ai popoli stabilitisi in questi territori che si sono susseguite nei secoli: messapi, greci, romani, bizantini, longobardi, normanni, albanesi, francesi, spagnoli.

### Religione
Novoli appartiene all'arcidiocesi di Lecce. Fa parte della vicaria di Monteroni di Lecce ed è sede dell'omonima unità pastorale formata dalle tre parrocchie del paese (Sant'Andrea Apostolo, Sant'Antonio Abate, Maria Santissima del Pane) e dalla parrocchia di Villa Convento (Santa Maria delle Grazie).

## Cultura

### Istruzione

#### Biblioteche
- Biblioteca e Mediateca Comunale
- Bibliotheca Minima - nata nel 1985, conta un patrimonio librario di oltre 36 000 tra volumi ed opuscoli, 17 periodici correnti, 2 quotidiani locali, 1 pergamena (del XV secolo), 1 incunabolo (edizione del XV secolo), 6 cinquecentine, circa 25 edizioni rare, 8 microfilm e una decina di manoscritti di pregio.

#### Scuole
Hanno sede a Novoli quattro scuole dell'infanzia, di cui due private paritarie; due scuole primarie, di cui una privata paritaria; una scuola secondaria di primo grado.

### Eventi

#### Sant'Antonio abate e la Notte della Fòcara

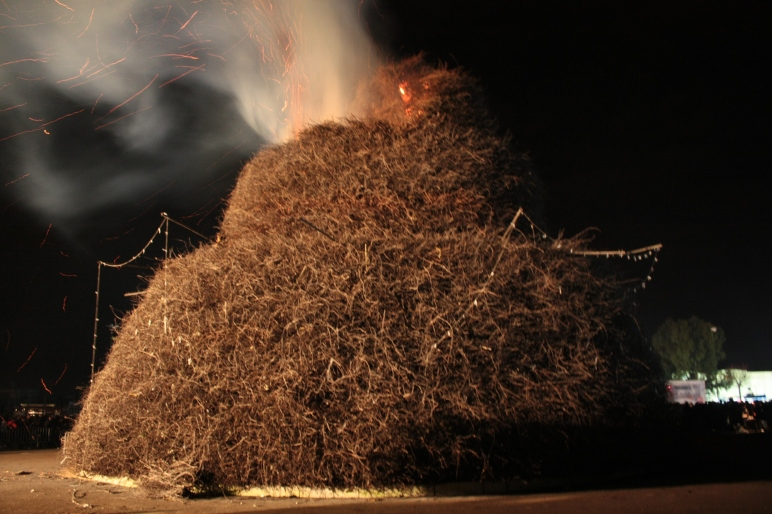
La focara appena accesa

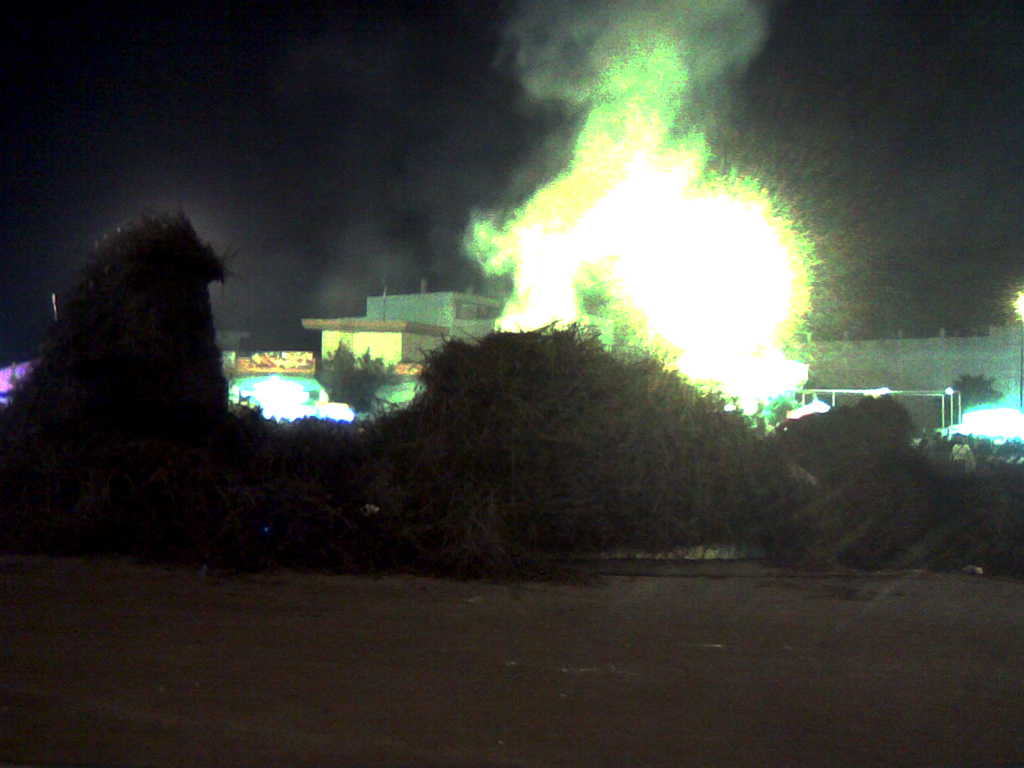
La focara il giorno dopo.

I festeggiamenti risalgono intorno all'anno mille, in epoca bizantina. Il culto per i Santi orientali fu probabilmente importato dai monaci orientali in fuga dalla lotta iconoclastica. Questo è testimoniato anche dall'affresco posto nella chiesa dell'Immacolata, la più antica, che raffigura la Madonna di Costantinopoli.
Sant'Antonio abate divenne protettore della città nel 1644 su volontà del popolo che nel frattempo edificò, con le proprie offerte, una nuova chiesa in onore del santo.
I festeggiamenti in onore di Sant'Antonio abate iniziano il 6 gennaio con una solenne cerimonia e terminano il 18 gennaio con la cosiddetta "Festa dei Paesani". Simbolo della festa e di Novoli è la Fòcara, un enorme falò di tralci di vite che può raggiungere i 25 metri di altezza, unica nel suo genere in Italia e forse una delle più grandi in Europa. La fòcara viene accesa con un magnifico spettacolo di fuochi d'artificio la sera del 16 gennaio dopo la processione per le vie del paese. L'evento con il passare degli anni ha attratto l'intero Salento e non solo. L'edizione 2008 è stata trasmessa in diretta da 5 televisioni regionali tra le quali Telenorba e da Puglia Channel, inoltre si stima che gli spettatori presenti a Novoli fossero circa 80 000. Intorno alla focara sono nate decine e decine di iniziative che riguardano l'arte, la cultura, l'enogastronomia, presentazioni di libri e proiezioni video, rassegne di fuochi pirotecnici, artistiche esposizioni di luminarie; tanto da fare della "Notte del Fuoco" l'evento clou dell'inverno salentino. Inoltre durante i tre giorni di festeggiamenti si tengono numerosi convegni, iniziative e soprattutto concerti che richiamano l'intero Salento a Novoli, grazie anche ai treni speciali che raggiungono il paese dall'intero sud d'Italia, immancabili le centinaia di bancarelle e gli artisti di strada che si esibiscono nelle piazze attraendo tanta gente. L'evento è stato seguito anche dalla National Geographic che ne ha fatto un documentario. La "fòcara" rimanda al fuoco, al quale Sant'Antonio abate è inscindibilmente legato, secondo riti e tradizioni antichissime. Il 17 gennaio è "il giorno dei numeri unici novolesi", i giornali umoristici locali, "Le Fasciddre te la Fòcara" e "Sant'Antonio e L'Artieri", i quali sono giunti rispettivamente alla 41ª e alla 40ª edizione e costituiscono le fonti di importanti informazioni sul culto, sulle tradizioni, sul folklore e sulla devozione verso il "santo del fuoco". Il 18 gennaio invece è la cosiddetta festa te li paesani, giorno in cui i novolesi, liberi dalla massa di visitatori e pellegrini, si godono gli ultimi momenti della festa. In tale occasione ricorre anche la celebre sagra te lu puercu che risale ai tempi in cui un maiale, scelto tra quelli allevati dai popolani e chiamato familiarmente "Lu Ntùnieggiu", veniva lasciato libero di scorrazzare per le vie del paese e addirittura ben accolto nelle case.
L'origine della fòcara è da far risalire intorno al secolo XV, quando ci fu una presenza veneziana a Novoli che esercitava il commercio sulla produzione locale di vino, olio e bambagia e gestiva di un centro di allevamento di cavalli. Di anno in anno i costruttori della "fòcara" si impegnano a variarne la forma, dotandola a volte di un varco centrale, "la galleria", che poi è attraversata dal Santo in processione. Nella "fòcara" novolese convergono antichissimi comportamenti rituali popolari e sicuramente è un rimando di arcaici riti propiziatori pagani. Era consuetudine prendere i tizzoni della focara, che alimentavano le "bracera" (braciere), e ancora oggi si raccolgono le ceneri che vengono sparse per i campi.
Di grande importanza sono anche la processione e la benedizione degli animali, di cui il Santo è protettore.

#### Festival dello Sport - Summer Fest- Estate Novolese
Si tratta di una rassegna che apre e chiude l'estate novolese. Si svolge tra giugno e la prima di settembre con l'obiettivo di coinvolgere e valorizzare le realtà sportive, associative e culturali del paese. Propone vari appuntamenti che vanno dai tornei sportivi (pallavolo, calcio, tennis, basket, burraco, danza, tiro con arco, karate, taekwondo, corsa, pickleball), a momenti di spettacolo (cabaret, danza, musica classica e contemporanea) e ai concerti live sia di band emergenti e sia di rinomati gruppi musicali.

#### Stracittadina Novolese
Gara podistica nazionale che si svolge solitamente gli ultimi giorni di ottobre. Un appuntamento tradizionale che va avanti da vent'anni, rinomato ed apprezzato dagli "addetti ai lavori" vista la grossa partecipazione di atleti e gruppi sportivi provenienti da ogni parte d'Italia. La manifestazione podistica è patrocinata da FIDAL e CONI, dai comuni di Novoli e Carmiano, della Regione Puglia e della Provincia di Lecce.

#### Festa patronale Maria Ss. del Pane
È la festa patronale dell'estate, celebrata la terza domenica di luglio di ogni anno; anche i festeggiamenti in onore di Maria Ss. del Pane sono patrocinati dalla Regione Puglia, dalla Provincia di Lecce e dell'Unione dei Comuni Nord Salento. Si tratta di una festa antica (nel 2007, infatti, si è festeggiato il terzo centenario del miracolo della Ss. Madonna del Pane a Novoli) ed anche molto sentita dai novolesi, legati alla Vergine del Pane che salvò, secondo la leggenda, la comunità da una grave epidemia nel 1707. Gli allestimenti per l'occasione sono molto vari: dallo spettacolo (cabaret e musical) alla musica live, senza dimenticare gli aspetti religiosi, quelli culturali, quelli folkloristici tipici della tradizione popolare (luminarie, raduni di concerti bandistici, degustazioni di prodotti tipici locali).

## Economia
Nell'ambito dell'economia regionale i settori tradizionali dell'economia di Novoli sono la produzione di vini pregiati e il commercio del tessile. Sono presenti industrie della lavorazione del legno.

## Infrastrutture e trasporti

### Strade
I collegamenti stradali principali sono rappresentati da:
- Strada statale 694 Tangenziale Ovest di Lecce uscita per Novoli;
- Strada statale 7 ter Salentina.

Il centro è anche raggiungibile dalle strade provinciali interne: SP 4 Campi Salentina-Novoli-Villa Convento-Lecce, SP 4a Novoli-Salice Salentino, SP 13 Novoli-Carmiano, SP 15 Veglie-Novoli-Trepuzzi.

### Ferrovie

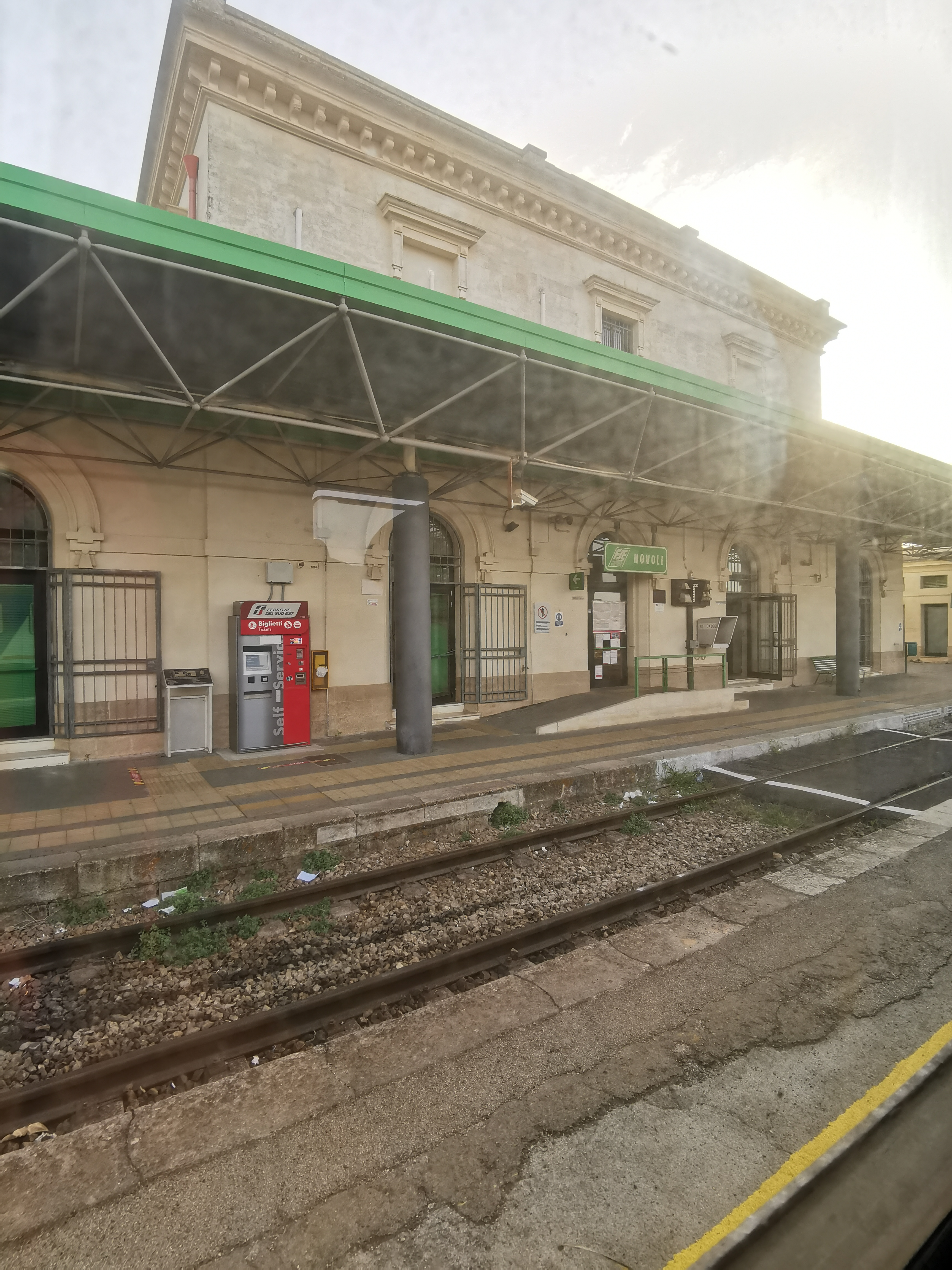
Stazione ferroviaria

La cittadina è servita da una stazione ferroviaria posta sulla linea Martina Franca-Lecce delle Ferrovie del Sud Est. È inoltre capolinea della linea Novoli-Gagliano del Capo.

## Sport

### Calcio
La principale squadra di calcio della città è l'A.S.D. Novoli Calcio che milita nel girone unico pugliese di Eccellenza. Il Novoli Calcio ha disputato nella sua lunga storia sette campionati semiprofessionistici di serie D, dalla stagione 1964/65 alla stagione 1970/71. Lo stadio Comunale Toto Cezzi nel 1966 ha ospitato un'amichevole storica tra l'AC Milan e l'AS Novoli davanti a più di 10 000 spettatori.

## Amministrazione
Di seguito è presentata una tabella relativa alle amministrazioni che si sono succedute in questo comune.
| Periodo           | Periodo           | Primo cittadino      | Partito              | Carica              | Note   |
| ----------------- | ----------------- | -------------------- | -------------------- | ------------------- | ------ |
| 25 agosto 1988    | 7 giugno 1993     | Fiorino Greco        | Democrazia Cristiana | Sindaco             | [ 12 ] |
| 7 giugno 1993     | 21 giugno 1994    | Ugo Quarta           | lista civica         | Sindaco             | [ 12 ] |
| 21 giugno 1994    | 21 novembre 1994  | Adriana Giarratana   |                      | Comm. pref.         | [ 12 ] |
| 21 novembre 1994  | 27 aprile 1997    | Antonio Prato        | lista area gov.      | Sindaco             | [ 12 ] |
| 13 dicembre 1996  | 15 aprile 1997    | Nicola Prete         |                      | Comm. straordinario | [ 12 ] |
| 28 agosto 1997    | 17 novembre 1997  | Mario Miglietta      |                      | Comm. pref.         | [ 12 ] |
| 17 novembre 1997  | 16 febbraio 2001  | Antonio Marciante    | centro               | Sindaco             | [ 12 ] |
| 16 febbraio 2001  | 14 maggio 2001    | Mario Miglietta      |                      | Comm. pref.         | [ 12 ] |
| 14 maggio 2001    | 20 settembre 2004 | Ugo Quarta           | centro-destra        | Sindaco             | [ 12 ] |
| 20 settembre 2004 | 5 aprile 2005     | Vincenzo Calignano   |                      | Comm. straordinario | [ 12 ] |
| 5 aprile 2005     | 30 marzo 2010     | Oscar Marzo Vetrugno | lista civica         | Sindaco             | [ 12 ] |
| 30 marzo 2010     | 2 giugno 2015     | Oscar Marzo Vetrugno | lista civica         | Sindaco             | [ 12 ] |
| 2 giugno 2015     | 10 aprile 2018    | Gianmaria Greco      |                      | Sindaco             | [ 12 ] |
| 10 aprile 2018    | 27 maggio 2019    | Paola Mauro          |                      | Comm. pref.         | [ 12 ] |
| 27 maggio 2019    | in carica         | Marco De Luca        | lista civica         | Sindaco             | [ 12 ] |